# Webersberg (Schönheide)
Der Webersberg ist ein Ortsteil von Schönheide mit etwa 50 Wohnhäusern sowie weiteren Gebäuden wie Garagen, früheren Scheunen und Ställen sowie Schuppen und sonstigen Baulichkeiten.

## Geografische Lage
Der Ortsteil liegt im nordöstlichen Teil Schönheides auf einer hochebeneartigen unbewaldeten Hochfläche, die sich im Wesentlichen leicht nach Westen und Süden neigt. Sie wird von dem Vorderberg (650 m ü. NHN) und dem Hinterberg (674,9 m ü. NHN) geprägt, die allerdings aus ihrer Umgebung nicht sehr herausragen. Nördlich und östlich der Wohnbebauung, Gärten und Landwirtschaftsflächen liegen Wälder. Im Wald verläuft nördlich die Gemeindegrenze zu Stützengrün. Nach Osten hin steigt diese Fläche zu einem von Wald umgebenen, unbenannten Berg von 700 m ü. NHN Höhe und dem südlich davon und ebenfalls im Wald liegenden, 687,9 m ü. NHN hohen und von zahlreichen Felsen geprägten Ottillienstein an. Nach Westen und nach Süden fällt das Gelände am Rand des Ortsteils zum Schönheider Filzbach steil ab. Vom Webersberggebiet fließt ein namenloser Bach nach Südosten zum Filzbach. In einer Landkarte von 1876 sind Moorflächen eingetragen und Abbaubereiche mit Torfstich bezeichnet. Über die Torfvorkommen „bey Schönheyde“ wird schon im Jahr 1777 berichtet.
Das Gebiet liegt nach der Naturraumkarte von Sachsen in der Mesogeochore „Schönheider Hochflächen“ und gehört zur Mikrogeochore „Schönheider Kuppengebiet“. Hochflächen finden sich nur selten in den oberen Lagen des Westerzgebirges. Zwei auffallende Felsformationen in der Form von Wollsackverwitterungen finden sich im Webersbergbereich. Sie haben schon seit über hundert Jahren die von ihren Formen abgeleiteten Bezeichnungen „Taubenschüssel“ (oberhalb des Ortsteils Schwarzwinkel) und „Kanapee“ (oberhalb der Ziegenleithe).

## Name
Eine Erklärung für den Namen gibt es nicht. Im Asterschen Kartenwerk wird 1792 der Begriff „Der Webersberg“ verwendet. Im 1833 erschienenen Band 18 des Schumannschen Lexikons bezeichnet Albert Schiffner das Gebiet als Vorderer Berg und Hinterer Berg, letzterer habe 16 Häuser, „meist Güter“, ersterer nur wenige Häuser. Der Begriff „Webersberg“ kommt nicht vor. Derselbe Autor erwähnt in seinem Handbuch von 1839 ebenfalls Hinteren und Vorderen Berg („nord-östlich vom Niederdorfe“), allerdings auch den Webersberg. Dabei entsteht der Eindruck, als seien dies getrennte Teile von Schönheide. Auch in seinem 1840 herausgebrachten Werk Beschreibung von Sachsen führt Albert Schiffner „hintere, vordere“ Berg und zusätzlich „Webersberg auf. Etwa 1848 erwähnt Albert Schiffner in seinem Werk „Führer im Muldenthale“ den Ortsteil, er gehöre zu den „Häuser-Gruppen, die sich in den Nebenschluchten und auf den Höhen verstreuen“. Der Autor berichtet auch von hinterem und vorderem Berg, ohne einen Zusammenhang zum Webersberg herzustellen. “Das Alphabetische Orts-Verzeichnis von 1862 stellt den Ortsteil so dar: „Webersberg  (Vorder- und Hinterberg)“, nennt dies „Ortstheil“ und führt damit zu Klarheit. Angaben zur Zahl der Gebäude und der Einwohner finden sich nicht.

Ortsteil Webersberg vom Berg Allee aus gesehen, im Hintergrund der Ottilienstein

## Geschichte
Der Siedlungsbeginn von Schönheide wird auf 1537 datiert. In der Gründungsurkunde für Schönheide, dem sogenannten Befreiungsbrief vom 20. März 1549jul. des Balthasar Friedrich Edler von der Planitz, wird die Lage der Doppel-Hufen als einerseits vom Dorfbach nördlich bis zum Filzbach und andererseits südlich bis zur Zwickauer Mulde reichend beschrieben. Die zwanzig Hufen der Gründungsphase reichten vom östlichen Dorfrand bis etwa zum Quellbereich des Dorfbachs. Gleichwohl meint der Autor Ernst Flath, der Anfang des 20. Jahrhunderts eine Geschichte Schönheides veröffentlichte:„Nahe liegt die Vermutung, dass auf dem Webersberg die allerersten Wohnungen errichtet wurden; möglicherweise sind mit ihnen die dort befindlichen alten Mauerreste in Einklang zu bringen.“

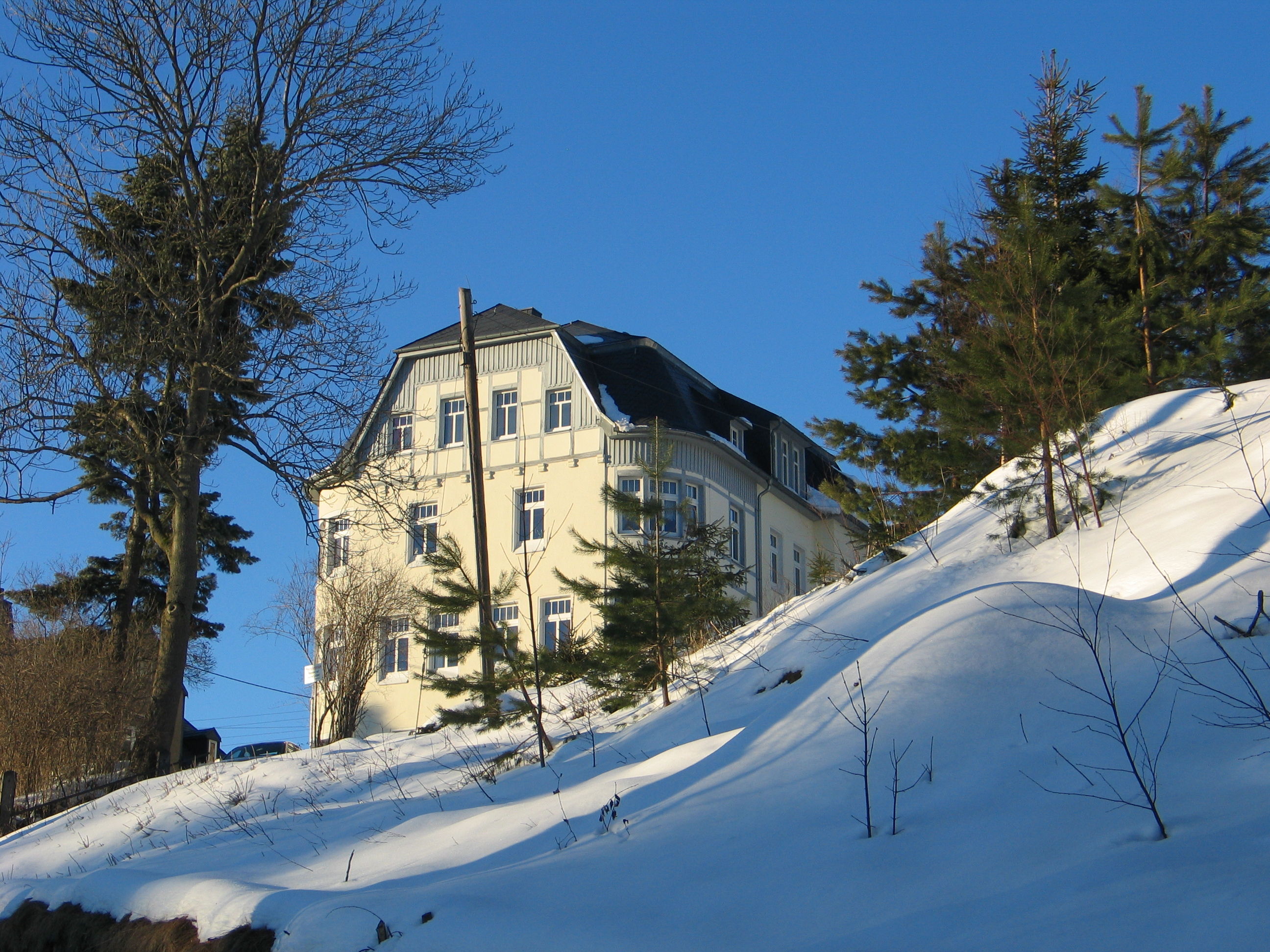
Kulturdenkmal: Frühere Stickereibesitzer-Villa Kunzmann

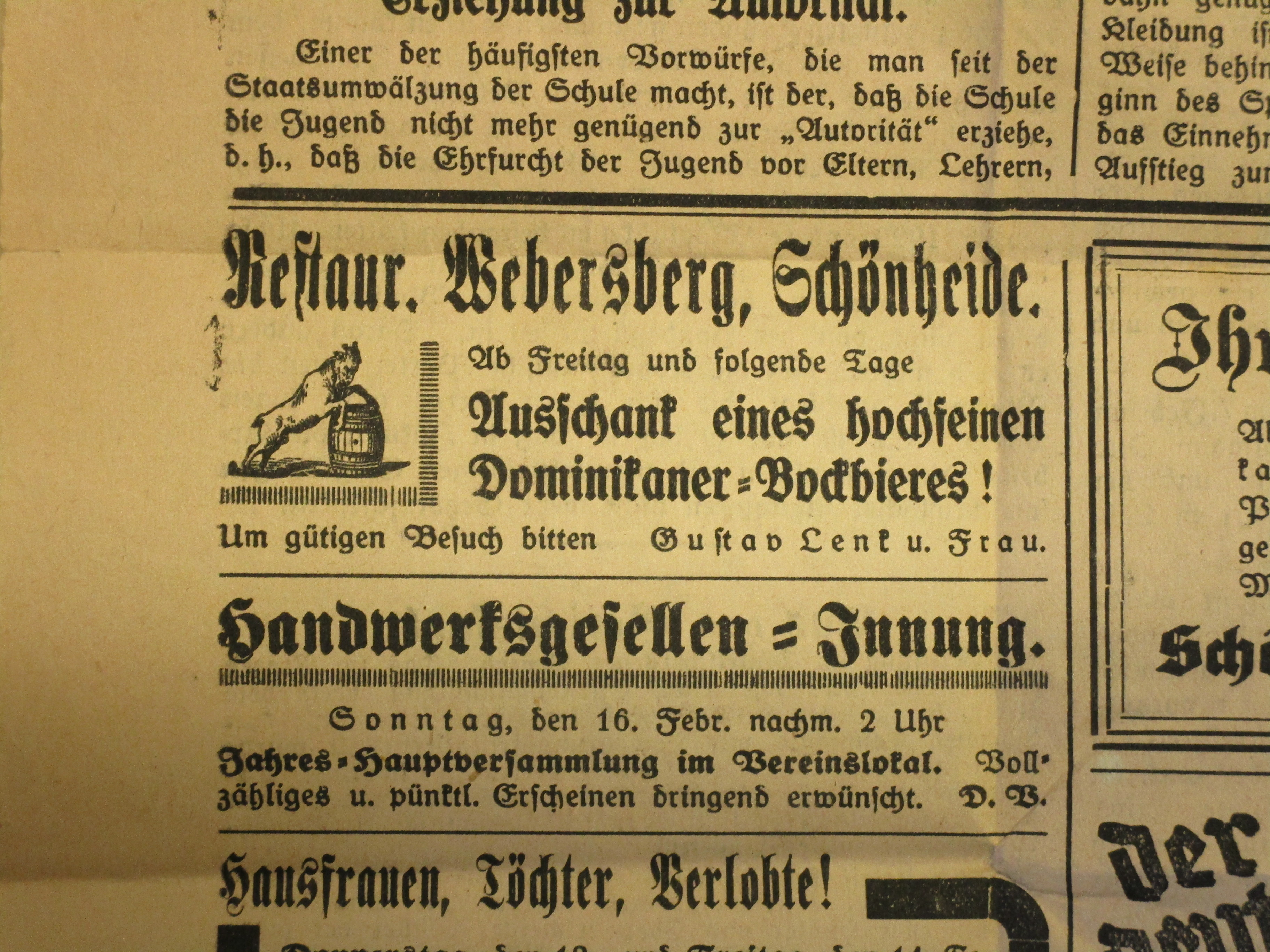
Bockbier: Anzeige im Schönheider Wochenblatt vom Februar 1930

 Weil der Ortsteil Webersberg „von dem eigentlichen Complexe des enger zusammengebauten Dorfes  in größerer Entfernung abgelegen und in sich selbst zerstreuter erbaut worden“ ist, wurde er von dem Verbot von Schindel-, Stroh- und Rohrdächern befreit, das in Sachsen für Städte „und auf dem Land“ durch „Verordnung, baupolizeiliche Maßregeln zu Abwendung von Feuersgefahr betreffend vom 11. März 1841“ eingeführt wurde.
Im unteren Bereich des Webersbergs steht das inzwischen in Wohnungen umgewandelte Fabrikgebäude des Stickereibetriebes von Emil Kunzmann (später von Kunzmann & Müller). Kunzmanns Villa, Webersberg 3, heute ein Mehrfamilienhaus, ist vom Sächsischen Landesamt für Denkmalpflege als Kulturdenkmal eingestuft worden. Es wird vom Landesamt auf 1910 datiert und als „stark ortsbildprägend, in stattlicher Ausprägung“ bezeichnet und ist das einzige Kulturdenkmal des Ortsteils Webersberg.
Nach dem Ersten Weltkrieg fand im Ortsteil Webersberg ein großes Turnfest statt, zu dem zahlreiche Turner aus dem Vogtland und dem Erzgebirge zusammentrafen. Zwei „Restaurationen mit Bier- und Branntweinausschank“ gab es schon vor der Wende zum 20. Jahrhundert. Angesichts der geringen Zahl von Bewohnern um die Gaststätte ist es verständlich, dass einer der Schankwirte zugleich einen anderen Beruf, den eines Modelltischlers, ausübte. Die im oberen Bereich des Webersberges gelegene Gaststätte „Zum Ottilienstein“, benannt nach dem in der Nähe liegenden felsreichen Berg selben Namens (687,9 m ü. NHN), brannte im Jahr 1934 ab. Das Haus wurde nicht wieder aufgebaut. Die andere Gastwirtschaft bestand ungefähr bis in die Mitte des 20. Jahrhunderts. Heute gibt es keine Gaststätte im Ortsteil Webersberg.

## Wirtschaft und Infrastruktur
Das Gebiet wird von der Straße „Webersberg“  erschlossen. Diese geht von der Ecke Stützengrüner Straße/Eibenstocker Straße ab und erreicht die verstreut liegenden Gebäude mit einer Reihe von Stichstraßen. Von der nördlich liegenden Gemeinde Stützengrün führt nur eine für den allgemeinen Straßenverkehr nicht zugelassene Forststraße zum Gebiet Webersberg. Ein Hochbehälter des örtlichen Wasserversorgers Zweckverband Wasserwerke Westerzgebirge hilft, den erforderlichen Wasserdruck zu sichern. Dieser Behälter aus dem Jahr 2011 ersetzt einen als Baudenkmal eingestuft gewesenen Bau von 1936. Über das Gebiet führt eine 110-kV-Stromleitung. Am Waldrand östlich des bebauten Bereichs steht eine noch aus der DDR-Zeit stammende Gemeinschaftsantenne für Rundfunk- und Fernsehempfang, von der aus unterirdisch verlegte Kabel zu den Wohnhäusern führen. Der Ortsteil Webersberg ist heute im Wesentlichen ein Wohngebiet ohne Durchgangsverkehr auf einer von der Sonne begünstigten Terrasse. Im oberen Bereich des Webersbergs ist eine Firma angesiedelt, die Armaturen regeneriert. Die Freiflächen werden landwirtschaftlich genutzt, der Wiesenanteil überwiegt die gegenüber der Nutzung als Ackerflächen. Der Internationale Bergwanderweg der Freundschaft Eisenach–Budapest führt, vom Kuhberg her kommend und sich in Richtung Unterstützengrün wendend, nördlich am Ortsteil vorbei. Ein markierter Rundwanderweg, der die Wälder westlich der Talsperre Eibenstock erschließt, führt durch den Ortsteil. Er wird auch von der 30-km- und der 100-km-Radfahrstrecke des Drei-Talsperren-Marathons durchquert.